# ホジェリオ・オリヴェイラ・ダ・シウヴァ
ホジェリオ（Rogério）こと、ホジェリオ・オリヴェイラ・ダ・シウヴァ（ポルトガル語: Rogério Oliveira da Silva、1998年1月13日 - ）は、ブラジル・マットグロッソ州ノブレス出身のサッカー選手。VfLヴォルフスブルク所属。ポジションはディフェンダー。

## クラブ歴
2016年にSCインテルナシオナルの下部組織からUSサッスオーロ・カルチョの下部組織に移籍し、同年ユヴェントスFCの下部組織に移籍した。
2017年夏にユヴェントスからサッスオーロにレンタルで移籍した。
2019年6月30日、サッスオーロはホジェリオを完全移籍で獲得したことを発表した。
2023年8月5日、VfLヴォルフスブルクに4年契約で移籍した。

## 代表歴
U-17代表として2015 FIFA U-17ワールドカップに、U-20代表として2017 南米ユース選手権に参加した。